# Marie Michlová
Marie Michlová (* 13. června 1989, Praha) je česká spisovatelka.

## Život
Absolvovala všeobecné osmileté gymnázium Nad alejí v Praze, vystudovala historii na Filozofické fakultě Univerzity Karlovy. Věnuje se dějinám každodennosti, historické antropologii, sociálním a kulturním dějinám, dějinám medicíny a Skotska na přelomu 18. a 19. století. V roce 2011 získala titul bakalář, v roce 2014 magistr, v roce 2023 doktorát. Její románovou prvotinu označilo nakladatelství Torst za debut zásadního významu, který je založený na mimořádně zručně utkané kombinaci fikce a skutečnosti.

## Dílo
- Smrt Múz, Torst, Praha 2012, ISBN 978-80-7215-433-3
- Protentokrát, Čas, Řitka 2012, ISBN 978-80-87470-60-2
- Byli jsme a budem, Čas, Řitka 2013, ISBN 978-80-7475-024-3
- Smrt a pohřby slavných aneb Poslední cesty osobností našich dějin, Čas 2016, ISBN 978-80-7475-168-4
- Frankenstein (předmluva), taketaketake, Praha 2022, ISBN 978-80-907699-7-7